# 2018 год в России
Год добровольца (волонтёра) в России.

## Январь
- 1 января — Ввод в строй 1-го энергоблока на Ленинградской атомной электростанции-2 с реактором ВВЭР-1200.[2]
- 15—21 января — В Москве прошёл Чемпионат Европы по фигурному катанию 2018.[3]
- 24 января — Принята новая государственная программа вооружения на 2018–2027 годы.[4]

## Февраль
- 11 февраля — авиационная катастрофа самолёта Ан-148 в Подмосковье, в которой погиб 71 человек.[5][6]

## Март
- 1 марта — Президент Владимир Путин в ежегодном послании Федеральному собранию рассказал о новейшем российском вооружении – крылатой ракете с ядерной силовой установкой «Сармат», снабженной системой преодоления американской ПРО
- 18 марта — выборы Президента Российской Федерации[7]
- 15 марта — начало выдачи новых электронных, пластиковых паспортов РФ[8]
- 25 марта — пожар в торгово-развлекательном комплексе «Зимняя Вишня»[9][10]

## Апрель
- 19—29 апреля — В Челябинске и Магнитогорске (Россия) прошёл чемпионат мира по хоккею среди юниоров[11][12]

## Май
- 7 мая — Инаугурация президента Российской Федерации[13]
- 15 мая — открытие Крымского моста[14]
- 22 мая — Создана платформа «Россия – страна возможностей»[15][16]

## Июнь
- 14 июня — открытие чемпионата мира по футболу 2018[17]
- 16 июня —  в Государственную думу внесён законопроект о пенсионной реформе[18]

## Июль
- 15 июля — закрытие чемпионата мира по футболу 2018[19]

## Август
- 2 августа — Более 9000 человек приняли участие в митинге против планов правительства по увеличению повышения пенсионного возраста[20]

## Сентябрь
- 11 сентября — начались самые масштабные с 1981 года военные учения в России[21]
- 19 сентября — состоялась церемония закладки Главного храма Вооружённых сил Российской Федерации, или Патриаршего собора во имя Воскресения Христова[22]

## Октябрь
- 17 октября — массовое убийство в Керченском политехническом колледже. В результате взрыва и стрельбы погиб 21 человек из числа учащихся и персонала учебного заведения

## Ноябрь
- 25 ноября — инцидент в Керченском проливе[23]

## Декабрь
- 19 декабря — принят указ, который снял ограничения на предоставление политического убежища в России[источник не указан 1064 дня].
- 26—28 декабря — в Санкт-Петербурге прошёл чемпионат мира по быстрым шахматам 2018 года. Победителем и чемпионом мира стал Даниил Дубов из России, опередивший Шахрияра Мамедьярова и Хикару Накамуру.[24]
- 31 декабря — Взрыв в жилом доме в Магнитогорске

## Умерли
- 3 января — Игорь Стрелбин, футболист[25]
- 9 января 
  - Роберт Минлос, математик
  - Александр Ведерников, советский российский оперный певец[26]
  - Валерий Матюнин, футболист[27]
- 10 января — Михаил Державин советский и российский актёр театра и кино, телеведущий[28]
- 15 января — Ви́ктор Анпи́лов советский и российский общественный и политический деятель[29]
- 25 января — Людми́ла Се́нчина советская и российская певица и актриса[30]
- 7 февраля 
  - Дмитрий Бузылёв, советский и российский актёр театра и кино, поэт, композитор, сценарист[31]
  - Генна́дий Га́рбук, советский и белорусский актёр театра и кино[32]
- 21 февраля 
  - Валенти́н Афраймо́вич, советский и российский математик
  - Сергей Александров, советский, украинский и российский футболист
- 26 февраля — Татья́на Ка́рпова, советская и российская актриса театра и кино
- 12 марта — Оле́г Табако́в, советский и российский актёр и режиссёр театра и кино[33]
- 13 марта — Леони́д Квинихи́дзе, советский и российский кинорежиссёр и сценарист[34]
- 22 марта — Хож-Ахме́д Берса́нов, писатель и этнограф[35]
- 26 марта — Серге́й Мавро́ди, основатель финансовой пирамиды «МММ»[36]
- 27 марта — Ви́ктор Кала́шников, советский и российский конструктор стрелкового оружия[37]
- 28 марта — Оле́г Ано́фриев, советский и российский актёр театра и кино, кинорежиссёр, певец[38]
- 19 апреля — Влади́мир Ля́хов, советский космонавт[39]
- 21 апреля — Ни́на Доро́шина, советская и российская актриса театра и кино[40]
- 22 апреля — Иван Неумывакин, советский и российский медик[41]
- 21 мая — Александр Аскольдов, советский и российский кинорежиссёр, писатель[42]
- 14 июня — Станисла́в Говору́хин советский и российский актёр, кинорежиссёр, сценарист, продюсер, политический и общественный деятель[43]
- 5 июля — Евгений Голод, советский и российский математик[44]
- 8 июля — Тазир Юнусович Кариев (родился 12 февраля 1989), футболист[45]
- 10 июля — Андре́й Сусли́н, российский и американский математик[46]
- 27 июля — Влади́мир Войно́вич, прозаик, поэт, драматург, художник[47]
- 30 августа — Ио́сиф Кобзо́н, советский и российский эстрадный певец, российский политический и общественный деятель[48]
- 26 октября — Никола́й Кара́ченцев, советский и российский актёр театра и кино[49]